# Аванаата
Аванаата (с гренладского — «Северная»; гренл. Avannaata [avanːaːta]; дат. Det Nordlige) — коммуна на северо-западе Гренландии. Именно здесь, на северо-западе коммуны и всей северной Гренландии, находится самый северный город в мире — Каанаак (Туле). Образована 1 января 2018 года из части коммуны Каасуитсуп. Занимает площадь 522 700 км², населения — 10726 человек (на 2020 год).
В коммуне расположена группа островов Макгэри.